# Кудашов, Владимир Петрович

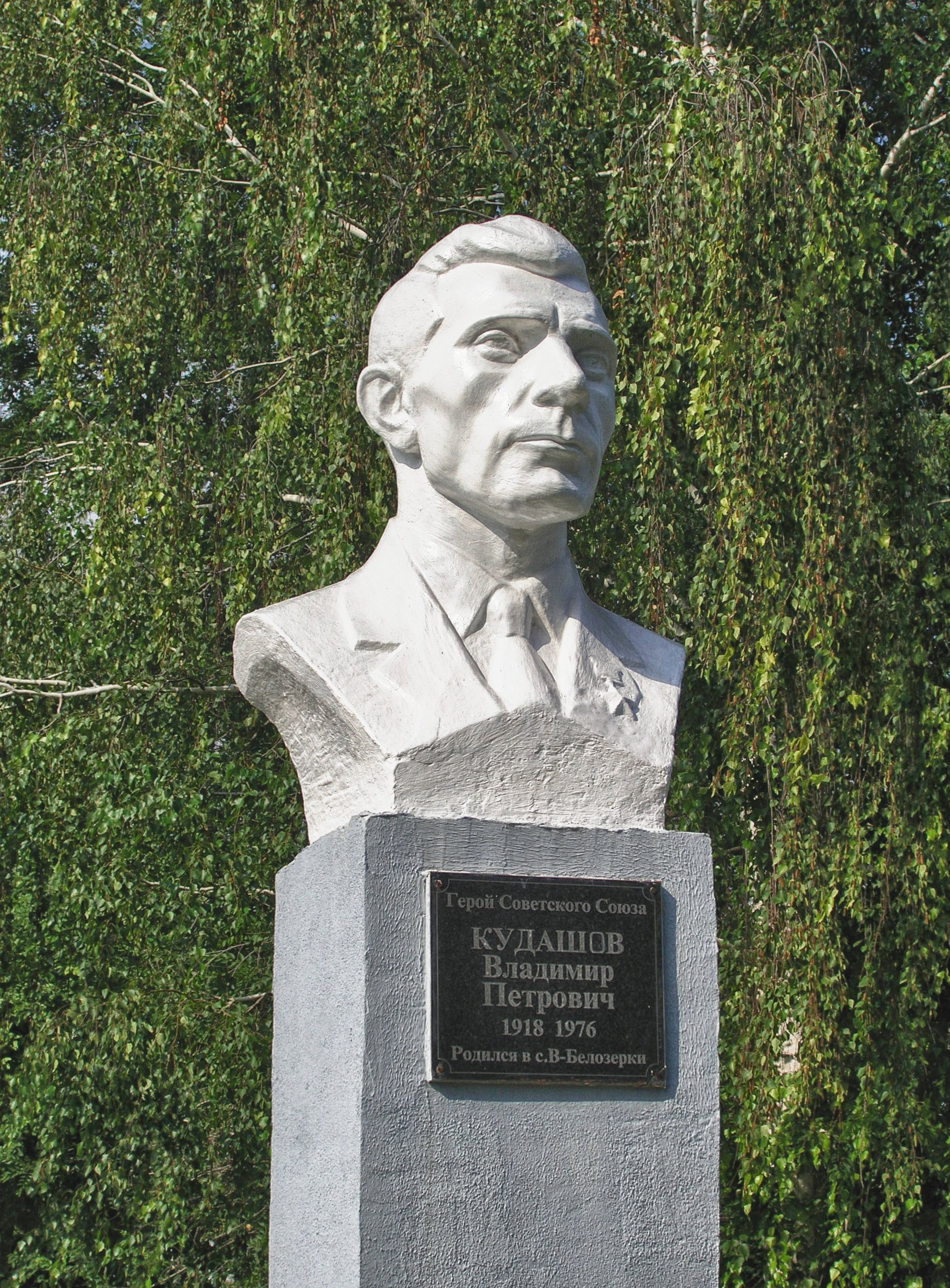
Бюст на родине.

Влади́мир Петро́вич Кудашо́в (1918, Верхние Белозёрки, Самарская губерния — 20 октября 1976, Верхние Белозёрки, Куйбышевская область) — участник Великой Отечественной войны, сержант, Герой Советского Союза.

## Биография
C 1940 года в Красной Армии. С самого начала Великой Отечественной войны участвовал в боях. Был легко ранен.
Командир отделения 7-го отдельного моторизованного понтонно-мостового батальона 1-й понтонно-мостовой бригады 46-й армии 2-го Украинского фронта, сержант.
Перед форсированием Дуная вместе с ефрейтором Сусловым и рядовым Якушевым совершил разведывательную вылазку в тыл противника. Вместе с подчинёнными уничтожил немецкий штаб и три легковых автомобиля, захватил документы.
При форсировании Дуная один из понтонов был повреждён, Владимир Кудашов под огнём противника сумел заделать пробоину и доставить десант. Всего за ночь совершил пять переправ, доставляя солдат, оружие и боеприпасы.
После войны вернулся в родное село, руководил тракторной бригадой. За трудовые заслуги получил орден Ленина.

## Награды
- Герой Советского Союза — звание присвоено 24 марта 1945 г.;
- 2 ордена Ленина (24.03.1945, ?);
- две медали «За боевые заслуги» (2.11.1942, 7.11.1943);
- медаль «За отвагу» (22.9.1944);
- другие награды.

## Память
- У школы в селе Верхние Белозёрки установлен бюст Героя.[1]
- Хотя в Тольятти есть улицы, названные в честь практически всех земляков-Героев, имя Владимира Кудашова на карте не появилось.